# Dubeanka, Pustomîtî
Dubeanka (în ucraineană Дуб'янка) este un sat în așezarea urbană Șciîreț din raionul Pustomîtî, regiunea Liov, Ucraina.

## Demografie
Componența lingvistică a localității Dubeanka
     Ucraineană (100%)
Conform recensământului din 2001, toată populația localității Dubeanka era vorbitoare de ucraineană (100%).